# 남당초등학교
남당초등학교(南堂初等學校)는 대한민국 충청북도 제천시에 있는 공립 초등학교이다.

## 학교 연혁
- 1959년 12월 5일: 설립 인가

## 참고 문헌
- 남당초등학교 - 한국교육학술정보원 학교알리미
- 〈남당초등학교〉. 《두피디아》. 두산.

## 같이 보기
- 남당초등학교 축구단